# Залесе (Бжезінський повіт)
Залесе (пол. Zalesie) — село в Польщі, у гміні Бжезіни Бжезінського повіту Лодзинського воєводства.
Населення — 337 осіб (2011).
У 1975—1998 роках село належало до Скерневицького воєводства.

## Демографія
Демографічна структура станом на 31 березня 2011 року:
|          | Загалом | Допрацездатний вік | Працездатний вік | Постпрацездатний вік |
| -------- | ------- | ------------------ | ---------------- | -------------------- |
| Чоловіки | 159     | 33                 | 113              | 13                   |
| Жінки    | 178     | 32                 | 108              | 38                   |
| Разом    | 337     | 65                 | 221              | 51                   |